# نيلز مولر (لاعب كرة قدم)
نيلز مولر (بالدنماركية: Niels Møller)‏ هو لاعب كرة قدم دنماركي، ولد في 2 نوفمبر 1939. شارك مع منتخب الدنمارك لكرة القدم.